# 16. Streichquartett (Beethoven)

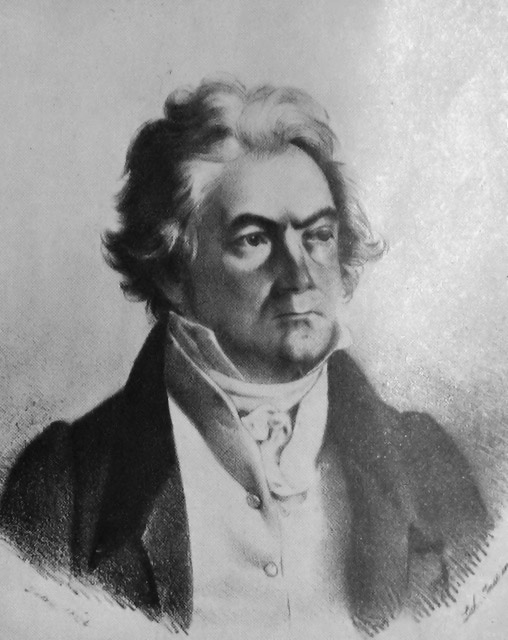
Beethoven-Porträt von Johann Decker aus dem Jahr 1824

Das Streichquartett Nr. 16 F-Dur op. 135 ist ein Streichquartett von Ludwig van Beethoven. Es ist das letzte abgeschlossene Werk des Komponisten.

## Entstehung

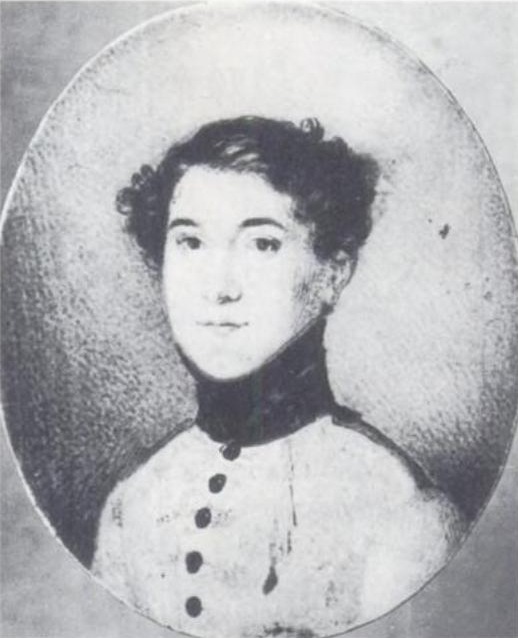
Anonyme Miniatur von Beethovens Neffen Karl van Beethoven.

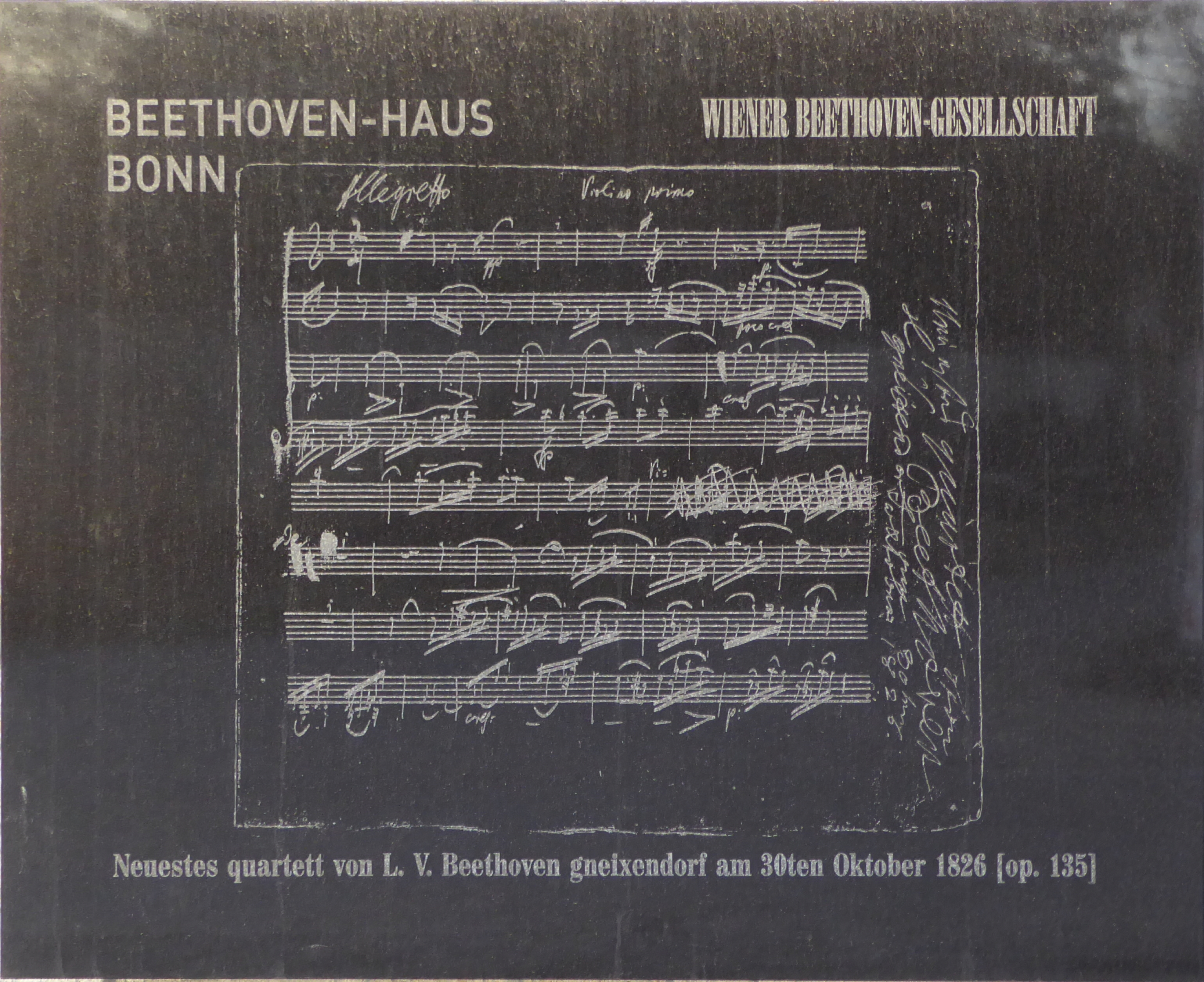
Gedenktafel zum 16. Streichquartett am Schloss Wasserhof in Gneixendorf

Beethoven begann mit ersten Skizzen für das Quartett im Juli 1826; diese Arbeit wurde vom Suizidversuch seines Neffen Karl am 6. August 1826 überschattet. Am 28. September 1826 reiste Beethoven zu seinem Bruder Johann auf dessen Gut, Schloss Wasserhof in Gneixendorf, und vollendete dort das Quartett. Beethovens Entscheidung, dem Wunsch seines Neffen zu entsprechen und ihn zum Militär gehen zu lassen, hatte Anteil daran, dass Beethoven sich entspannter auf die Vollendung des Quartetts konzentrieren konnte. Am 13. Oktober war die Arbeit an dem Quartett beendet. Am 30. Oktober schickte Beethoven eine Abschrift des Quartetts, die er mangels eines Kopisten eigenhändig angefertigt hatte, an seinen Verleger Maurice Schlesinger nach Paris. Diese enthielt bereits erste Änderungen.
Weitere Änderungen nahm Beethoven im Autograph vor. Jedoch konnten diese durch Beethovens Erkrankung, an der der Komponist schließlich starb, nicht mehr in der ersten Druckfassung umgesetzt werden.
Gewidmet ist das Quartett dem wohlhabenden Wiener Tuchhändler Johann Nepomuk Wolfmayer, einem jahrzehntelangen Verehrer Beethovens. Wolfmayer hatte Beethoven mehrfach finanziell unterstützt und war laut Anton Felix Schindler, Beethovens Sekretär und einem seiner späteren Biographen, einer »der stillsten aber förderndsten Gönner unseres Meisters«.
Nach Vollendung von op. 135 war Beethoven für einen Monat von der Neukomposition des Finales für sein Streichquartett Nr. 13 B-Dur op. 130 in Anspruch genommen. Ferner hegte er noch Pläne für ein Quintett (ein Auftrag von Verleger Anton Diabelli) und eine 10. Sinfonie; beide kamen jedoch über ein Fragmentstadium nicht hinaus.

## Satzbezeichnungen
1. Allegretto (F-Dur)
2. Vivace (F-Dur)
3. Lento assai, cantante e tranquillo (Des-Dur)
4. Der schwer gefasste Entschluss: Grave, ma non troppo tratto (Muss es sein?) – Allegro (Es muss sein!) – Grave, ma non troppo tratto – Allegro (f-Moll – F-Dur)

## Zur Musik
Offenbar wollte Beethoven ein lediglich dreisätziges Quartett komponieren, schrieb aber vermutlich auf Wunsch seines Verlegers Schlesinger doch noch ein Quartett in vier Sätzen. Aus der Erinnerung zitierte Schlesinger im Jahr 1859 einen inzwischen verschollenen Brief Beethovens: „Sehen Sie, was ich für ein unglücklicher Mensch bin, nicht nur, daß es was schweres gewesen es zu schreiben, weil ich an etwas anderes viel größeres dachte, und es nur schrieb, weil ich es Ihnen versprochen und Geld brauchte und daß es mir hart ankam, können Sie aus dem ›Es muß sein‹ entziffern“.

### Erster Satz
Das Hauptthema des in Sonatensatzform stehenden ersten Satzes erklingt in der Bratsche und entwickelt sich dann weiter. Der Satz ist von „durchbrochener Arbeit“ geprägt, so dass sich die einzelnen Instrumente gegenseitig die in der Exposition vorgestellten drei Motivteile zuspielen, was vom Musiktheoretiker Theodor W. Adorno als „eine Dissoziation der verschiedenen Materialschichten voneinander“ bezeichnet wurde.
In der Exposition findet keine Variation des Hauptthemas statt, sondern eine Neukombination von dessen Motivteilen. Die Überleitung zum Seitenthema hat ein höheres Gewicht als das eigentliche Seitenthema. Die bis dahin größte Dichte entwickelt die Satzstruktur in der Coda der Exposition; deren dadurch naheliegende Wiederholung bleibt jedoch aus.
Im Lauf der Durchführung findet eine Verdichtung der Motive statt, wobei die in der Exposition scheinbar unwichtigen Motive im Vordergrund stehen.
In der Reprise wird – nicht im Sinne von „Rückkehr“, sondern im Sinne von Weiterentwicklung der Sonatensatzform – die Verdichtung sukzessive fortgeführt, und zwar mit den noch am wenigsten entwickelten Motiven der Exposition, bis in der Coda schließlich die Verdichtung ihren Höhepunkt findet.
Für den Musikwissenschaftler Theodor Helm stellte der erste Satz ein „»reizvoll-humoristisches Tonspiel«“ und für Paul Bekker „einen Widerstreit zwischen ernsten und frohsinnigen Gedanken“ dar. Wulf Konold sieht in dem Satz, vor allem im Vergleich zu Beethovens vorangegangenem Streichquartett Nr. 14 (cis-Moll) op. 131, eine „»emotionale Fallhöhe«“ und eine „eigenartige Sprödigkeit, ja Ungreifbarkeit des Ausdrucks“. Adorno kommt zu folgendem Schluss: „Vom Tode berührt, gibt die meisterliche Hand die Stoffmassen frei, die sie zuvor formte; die Risse und Sprünge darin, Zeugnis der endlichen Ohnmacht des Ichs vom Seienden, sind ihr letztes Werk“.

### Zweiter Satz
Hugo Riemann vermutete, dass es der zweite Satz sei, den Beethoven nachträglich komponierte, denn dieser sei „schwer in psychologische Verbindung“ zu bringen mit dem „vorwiegend humoristischen Charakter des Werkes“. Der Musikwissenschaftler Gerd Indorf hält dies für unwahrscheinlich, da ohne diesen Satz das Quartett allein aus F-Dur-Sätzen bestehen würde und Beethoven für das Quartett wahrscheinlich keine Sätze ohne kontrastierende Tonarten geschrieben hätte.
Im zweiten Satz ist die einfach angelegte Melodie mit polyrhythmischen Elementen versehen. Das Doppelschlagmotiv des Trios wirkt zunächst unscheinbar, bis es als Crescendo erklingt und sich die unteren Instrumente 51 Takte lang an ihm festklammern. In der ersten Violine vollziehen sich Sprünge in einem Tonumfang von bis zu zwei Oktaven. Über diesen Tanz der Violine schrieb Hugo Riemann, die„tonliche Wirkung“ sei „nicht die, welche sich Beethoven vermutlich vorgestellt hat“:

„Die erste Violine kann, zumal für die ganze Stelle ff verlangt wird, gegen die übrigen drei Instrumente nicht hinreichend sich geltend machen; wir vermissen eine stärkere Besetzung der Stimme. Es ist das einer der immerhin wenigen Fälle, in denen sich Beethoven infolge des Gehörverlustes über die Wirkung getäuscht hat.“

und stellt sich damit in die Reihe derer, die für die schwere Verständlichkeit von Beethovens Spätwerken dessen Taubheit verantwortlich machten.
Nach 33 Takten Fortissimo leitet ein Diminuendo die Reprise ein, bis die sechs Takte umfassende Coda den Satz mit einem subito-forte-Schlussakkord beendet.

### Dritter Satz
Für den in abgeklärter Ruhe dahinfließenden dritten Satz notierte Beethoven auf einem Skizzenblatt „Süßer Ruhegesang oder Friedensgesang“. Es finden keine Veränderungen des Themas in Melodie, Tonart, Tempo oder Rhythmik statt; stattdessen wird das Thema von den vier Variationen des Satzes umkreist.
Eingeleitet wird der Satz von einem Des-Dur-Akkord; das kantable Thema beinhaltet zwei Halbsätze in insgesamt acht Takten. Alle Instrumente spielen es in tiefer Lage. Der Kern des Themas sind weder seine Melodik noch seine Rhythmik, sondern seine harmonische Struktur.
Die erste Variation wirkt wie eine Weiterentwicklung des Themas; dessen Harmonik bleibt bestehen. Die Violine steigt, von den anderen Instrumenten gefolgt, um eine Oktave in die mittlere Lage.
Die zweite Variation verliert an harmonischer Substanz und droht, stillzustehen; eine Verdopplung der dynamischen Veränderungen verstärkt den Mollcharakter der Variation.
In der in Des-Dur stehenden dritten Variation erklingt das Thema fast unverändert im Violoncello. Die Viola folgt dem Thema im Abstand einer Terz, während sich in der ersten Violine ein Kanon zunächst im Abstand von einem Takt und dann von einem halben Takt entwickelt.
In der vierten Variation erklingen in der Mittelstimme individuelle Figuren, während das Violoncello durch Oktavfiguren die Rhythmik des Satzes steigert.
In der Coda steigt die Violine bis zum viergestrichenen b auf, bis der Satz in einem solchen Des-Dur-Akkord endet, wie er auch am Anfang des Satzes stand.

### Vierter Satz
Die f-Moll-Einleitung des vierten Satzes lässt in den Noten G-E-As die Frage „Muß es sein?“ (Moll-Motiv) erklingen; diese Frage wird von einem F-Dur-Allegro in den Noten A-C-G und G-B-F („Es muß sein! Es muß sein!“) beantwortet (Dur-Motiv). Die f-Moll-Schwere der Einleitung ist hier als Parodie gedacht.
Die Exposition des Satzes besteht aus einem Hauptthemenkomplex des Dur-Themas. Das Seitenthema ähnelt dem Dur-Motiv. Die Durchführung konzentriert sich weniger auf Variationen des Themenmotivs, sondern auf Neukombination der melodischen Elemente. Die Reprise setzt mit einem „dolce“ ein und lässt damit die Dramatik der Durchführung hinter sich. Diese Form der Gelassenheit geht so weit, dass Beethoven die Spieler entscheiden lässt („al suo piacere“), ob Durchführung und Reprise wiederholt werden. In die Coda dringt nochmal kurz eine Moll-Stimmung, bis schließlich das Dur-Motiv den Satz fast tänzerisch beendet.
Anton Schindler hatte in seiner Beethoven-Biographie behauptet, die Zusätze „Muß es sein?“ und „Es muß sein!“ stammten von einer Wochengeldforderung von Beethovens Haushälterin. Zu diesem Zweck fälschte Schindler etwa im Jahr 1840 sogar eine Seite eines Konversationsheftes, die auf den 11. oder 12. Dezember 1826 datiert ist: „Die Alte braucht wieder ihr Wochengeld“. Doch arbeitete Barbara Holzmann, die mit „die Alte“ gemeint war, frühestens ab 20. Dezember 1826 wieder für Beethoven. Von Beethovens persönlichem Freund Karl Holz, dem zweiten Violinisten des Beethoven nahestehenden Schuppanzigh-Quartetts, ist jedoch folgender Zusammenhang überliefert: Der wohlhabende Musikliebhaber Ignaz Dempscher wollte Beethovens Streichquartett Nr. 13 B-Dur op. 130 in seinem eigenen Hause aufführen lassen, woraufhin Beethoven von Dempscher eine Entschädigung von 50 fl. für Ignaz Schuppanzigh, den Leiter des Schuppanzigh-Quartetts, verlangte. Dempscher antwortete mit einem resignierten „Wenn es sein muß!“, woraufhin Beethoven den Kanon WoO196 mit dem Titel „Es muß sein, ja, ja, ja, heraus mit dem Beutel! Heraus, heraus, es muß sein!“ verfasste. Der Kanon entstand in zeitlicher Nähe zum Quartett, höchstens jedoch einige Monate vorher.
Der Ursprung des Titelteils „der schwer gefaßte Entschluß“ ist demgegenüber nicht eindeutig geklärt. Die Erklärungsversuche der Forschung reichen von einem Scherz bis hin zu einer erschwerten Fertigstellung des Quartetts unter dem Eindruck des Suizidversuchs des Neffen Karl sowie durch Beethovens angeschlagenen Gesundheitszustand. Letztere Vermutung basiert auf dem durch Schlesinger aus dessen Erinnerung zitierten Brief. Durch die sachlichen Fehler in Schlesingers Wiedergabe des Briefes gilt diese Vermutung aber als unwahrscheinlich.

## Wirkung
Maurice Schlesinger veröffentlichte im August 1827, wenige Monate nach Beethovens Tod, die Stimmenausgabe des Quartetts in Paris; im September folgte deren Veröffentlichung in Berlin gemeinsam mit der Partitur durch Adolf Martin Schlesinger.
Die Uraufführung fand am 23. März 1828 in einem Gedächtniskonzert zu Ehren Beethovens wahrscheinlich unter der Leitung von Joseph Linke, dem Cellisten des Schuppanzigh-Quartetts, statt.
Im folgenden Jahr schrieb Adolf Bernhard Marx in der Allgemeinen musikalischen Zeitung:

„Die neueste Quartette Beethovens, und namentlich das hier genannte, sind jetzt die wichtigste, aber zugleich schwierigste Aufgabe für alle guten Quartettvereine. Immer mehr verhallen die Stoß-Seufzer und das Murren der Wenigen, die Beethoven nicht einmal verstehen wollen, unter dem Ausrufen der allgemeinen Bewunderung und es ist interessant, zu vernehmen, wie sogar das Pariser Publikum mit Verehrung und bewunderndem Antheil sich dem tiefsinnigsten deutschen Tondichter zuwendet – natürlich mit ungleich mehr Emphase und Eclat sein Interesse kund gebend, als der mehr in sich gekehrte Deutsche.“

In der Rezeptionsgeschichte bewerteten viele Rezensenten das Quartett als rückwärtsgewandt und bemängelten einen Mangel an Komplexität. So schrieb Paul Bekker im Jahre 1911: „Es fehlen die starken geistigen Spannungen, es fehlen die tiefgreifenden und aufwühlenden Erregungen, die Probleme und Fragen“. Wulf Konold nannte das Phänomen eine „deutliche[r] Zurücknahme der Dimension des Anspruchs“ und meinte, eine „eine[r] fast klassizistische[n] Huldigung der beiden Vorbilder Haydn und Mozart“ zu erkennen. In eine ähnliche Richtung argumentierte Joseph Kerman, als er 1967 schrieb: „[…] the first movement of this quartet is his most successful evocation of the style of Haydn and Mozart“. Ebenfalls in Richtung des ersten Satzes schrieb Hans Mersmann, es seien „keine Probleme mehr zu lösen. Spielfreudigkeit, reines Musikantentum brechen durch […]. Gelöstes Spiel ist das Thema, Es weist in einen früheren Schaffensbezirk Beethovens zurück: in die Atmosphäre der Improvisation und der Gesellschaftsmusik, in die Haltung des ›Komplimentierquartetts‹ von Opus 18“ und zitiert als Beleg die ersten zwei Takte von op. 135, wobei sich die Ähnlichkeit von dessen erstem Satz mit dem von Beethovens Streichquartett Nr. 2 G-Dur Op. 18 Nr. 2 lediglich auf die Rhythmik und zweitaktige Bildungen bezieht.
Demgegenüber meinte allerdings Sieghard Brandenburg: „Aber wo gibt es denn tatsächlich ein Vorbild bei Haydn (oder bei dem jungen Beethoven selbst) auch nur für einen Satz von op. 135?“
Teile des Autographs sind noch erhalten; sie befinden sich im Bonner Beethoven-Haus (erster Satz), im Musée royal de Mariemont (dritter Satz) sowie in der Staatsbibliothek zu Berlin (vierter Satz).